# Norderhov
Norderhov est une localité de la commune de Ringerike située dans le comté de Buskerud. Le village compte, au 1er janvier 2012, 350 habitants et se situe à 6 kilomètres au sud de Hønefoss.

## Histoire
Avant 1850, Norderhov était la plus grande commune de Ringerike : elle comprenait alors Hønefoss et Ådal. Hønefoss devint une commune à part entière par la résolution royale du 3 septembre 1851, la ville formait une "île" à l'intérieur de la commune de Norderhov. Puis, par la résolution royale du 2 février 1857, Ådal fut séparé de Norderhov pour devenir une commune.
En 1964, Norderhov fut fusionnée dans la nouvelle et grande commune de Ringerike, en même temps que les communes de Hole, Hønefoss, Ådal et Tyristrand. 

## Église de Norderhov

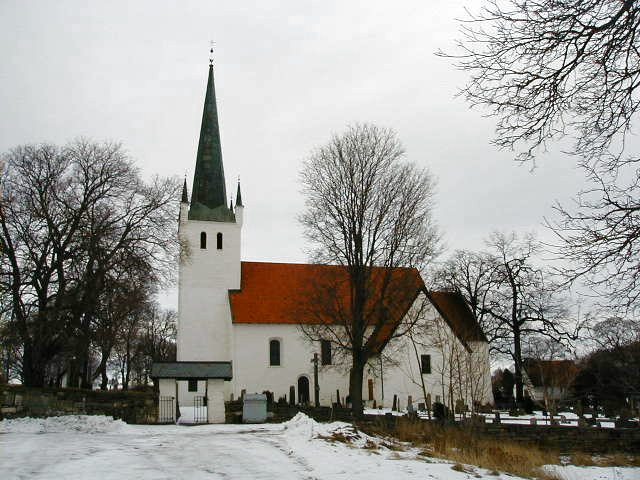
L'église de Norderhov

Au centre du village se trouve l'église qui date du Moyen Âge. C'est une église en grès construite aux alentours de 1170. Elle a été construite sur un ancien site païen.

## Culture
Non loin de l'église se trouve Stavhella et la ferme de Hesleberg, connue pour ses peintures murales, œuvre de Peder Aadnes (1739-1792).
À proximité de l'église, se trouve le Galgefurua : un pin sylvestre de sept mètres de haut qui fut un arbre à pendus pendant près d'un siècle (1710-1805).
Au sud ouest se trouve la ferme Tanberg connue pour être la demeure d'Alv Erlingssøn, jarl connu des sagas royales. 
C'est à Norderhov que se trouvent les plus grandes fermes cultivant la pomme de terre de Ringerike.